# Gaius Hostilius Flavianus
Gaius Hostilius Flavianus war ein im 2. Jahrhundert n. Chr. lebender Angehöriger des römischen Ritterstandes (Eques).
Durch ein Militärdiplom, das auf den 9. September 133 datiert ist, ist belegt, dass Flavianus 133 Kommandeur der Ala Claudia nova miscellanea war, die zu diesem Zeitpunkt in der Provinz Moesia superior stationiert war. Er stammte aus Nicaea in Bithynien, dem heutigen İznik.